# هاريس بيرمان
هاريس بيرمان (بالإنجليزية: Harris Berman)‏ هو طبيب أمريكي، ولد في 1938 في كونكورد في الولايات المتحدة.